# Plan Colombia
Plan Colombia syftar på det antidroginitiativ som USA:s före detta president Bill Clinton presenterade i januari 2000, och som därefter formaliserades som en amerikansk lag. Planen var att genom en signifikant upptrappning av de amerikanska insatserna få stopp på kokainsmugglingen från Colombia till USA. Begreppet syftar också på det antikokaininitiativ som den colombianska regimen utarbetade 1998–1999, som bland annat innehöll tankar på bistånd (men också annat), och som lanserades av den dåvarande colombianske presidenten Andrés Pastrana Arango. Planen, som bland annat innebar ett kraftigt ökat militärt bistånd från USA till den colombianska militären, har sedan implementeringen kritiserats häftigt, bland annat av Amnesty International. I USA ses Plan Colombia som en del av "Kriget mot droger" (War on drugs).

## Det militära stödet
Som ett resultat av Plan Colombia blev Colombia vid millennieskiftet den tredje största mottagaren av amerikanskt militärt stöd. De enda länder som mottog större militärt bistånd från USA var Israel och Egypten. Verksamheten i Colombia har av de amerikanska myndigheterna senare överlåtits/outsourcats till det privata företaget Blackwater Worldwide.

## Kritik
I juni 2000 meddelade Amnesty International i ett pressuttalande sin kritik av Plan Colombia:
Plan Colombia är baserad på en drogfokuserad analys av rötterna till konflikten och av bristen på mänskliga rättigheterna som helt bortser från den colombianska statens egna historiska och nuvarande ansvar. Den bortser också från de djupt rotade orsakerna till konflikten och de frånvarande mänskliga rättigheterna. I planen föreslås huvudsakligen en militär strategi (i USA delen av Plan Colombia) för att bekämpa olaglig narkotikahandel odling och handel, genom omfattande militärt stöd till den colombianska väpnade styrkorna och polisen. Social utveckling och humanitära biståndsprogram som ingår i planen kan inte dölja sin huvudsakliga militära karaktär. Dessutom är det uppenbart att Plan Colombia inte är ett resultat av ett verkligt samråd med de nationella och internationella icke-statliga organisationer som förväntas att genomföra projekten. Och inte heller med mottagarna av humanitärt bistånd, mänskliga rättigheter eller sociala utvecklingsprojekt. Som en följd av detta har Plan Colombia allvarliga brister när det gäller de mänskliga rättigheterna. 

### Fotnoter
1. ↑  Leach, Garry: Beyond Bogotá (Beacon Press 2009)
2. ↑  ”Amnesty International's position on Plan Colombia”. Amnesty International USA. 21 juni 2000. Arkiverad från originalet den 30 november 2004. https://web.archive.org/web/20041130231146/http://www.amnestyusa.org/countries/colombia/document.do?id=176E15103DA508248025691200558394. Läst 9 april 2006.

Denna artikel är helt eller delvis baserad på engelska wikipedia